# Bitva na Mechové hoře
Bitva na Mechové hoře byla menším válečným střetem mezi jednotkami čs. legionářů a vojáky bolševiků v rámci rané fáze Sibiřské anabáze legionářských vojsk. Proběhla 1. června 1918 v okolí železniční stanice města Miass v centrálním Rusku. Legionáři po odražení útoku bolševiků přešli do protiútoku a vytlačili nepřítele z jeho pozic na nedalekém vrcholu, tzv. Mechové hoře. Vítězství dopomohlo, spolu s dalšími střety toho období, mj. bitvy u Lipjag, ke spojení všech čs. oddílů, k němuž došlo v západní části Sibiře symbolicky 6. července 1918 u Miňjaru a nakonec nepřímo i ve východní části ve stanici Olovjanaja.

## Průběh
Po uzavření separátního míru mezi bolševickým Ruskem a Ústředními mocnostmi podepsali představitelé československého odboje s novou ruskou vládou dohodu o přesunu legionářských jednotek do Francie přes Vladivostok. V květnu 1918 však, za okolností propukající ruské občanské války, začalo docházet k stále častějším útokům na legionáře ze strany bolševiků, a začali se tak znovu ozbrojovat, bránit se těmto útokům a prostřednictvím svých vlaků se dále přesouvat na východ směrem k Vladivostoku. 
27. května 1918 došlo na železniční stanici města Zlatoust k útoku bolševických sil na štábní vlak 1. střeleckého pluku. Jelikož po něm zůstala souprava nepojízdná, bylo zhruba 40 legionářů nuceno vydat se pěšky směrem k městu Miass, ležící na stejnojmenné řece. Zde byla před několika dny místními obyvateli svržena zdejší bolševická vláda a následný příjezd vlaku 2. střeleckého pluku byl místními přijat s nadšením. Ozbrojenci Rudé armády však legionáře pronásledovali a v počtu asi 900 mužů zaujali pozice na tzv. Mechové hoře, ležící několik kilometrů od města. V Miassu pak bylo soustředěno přibližně 250 legionářů, především z týlového armádního zázemí (štábní důstojníci, telefonisté, členové vojenské kapely, řemeslníci aj.).
Dne 1. června podnikly síly Rudé armády útok proti legionářským pozicím v oblasti železniční stanice Miass. Ten byl obránci rychle a efektivně odražen, legionáři následně vyrazili do protiútoku proti bolševickým pozicím na nedaleké Mechové hoře, pod velením pozdějšího generála Františka Havla. Bolševici byli touto vojenskou akcí zaskočeni a bez většího odporu se následně dali na ústup, po kterém byli nuceni vyklidit své vyvýšené pozice.
Bitva tak skončila vítězstvím legií. Na sovětské straně bylo nejméně 150 mrtvých a mnoho raněných. Na čs. straně padlo 14 mužů a několik desítek jich bylo zraněno. Jedním z padlých byl také Jaroslav Novotný, hudební skladatel a příslušník vojenské kapely, významná hudební postava v legionářských oddílech. K útoku proti nepříteli, pro nedostatek střelných zbraní, byl při útoku údajně ozbrojen pouze holí.  

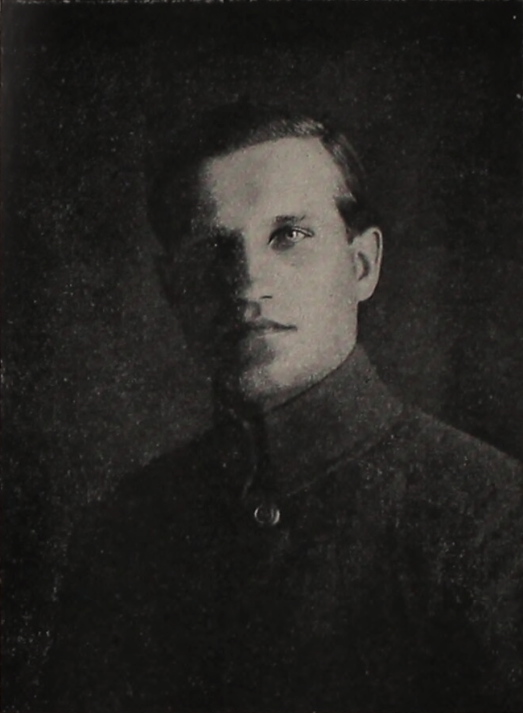
Skladatel a kapelník Jaroslav Novotný, který v bitvě padl

## Důsledky
V dalších dnech si jednotky legií v boji proti bolševickým silám připsaly další vítězství, mj. u obce Lipjagy a u Beznčuku (Bezenčuku) v Povolží, čímž si otevřely cestu dále na východ. Blokováním sibiřské magistrály čs. legionáři zcela zastavili přepravu německých a rakousko-uherských zajatců na západní a italskou frontu. Několik set tisíc zajatců tak nikdy neposílilo na Paříž útočící německé sbory. Čechoslováci, jejichž jediným cílem byla přeprava do Francie, se sice na západní frontu z Ruska nedostali (s výjimkou necelých tří tisíc, kteří byli z Masarykova příkazu dopraveni do Francie lodí tzv. „Severní cestou“ přes Archangelsk a Murmaň-Murmansk), avšak svou činností na magistrále pomohli dohodovým spojencům tuto frontu zachránit.

## V umění
Bitva je zachycena také v povídce Muzikant Novotný spisovatele a legionáře Františka Langera, věnovaná osobnosti Jaroslava Novotného, Langerova spolubojovníka a osobního přítele.